# Megalocolaspoides
Megalocolaspoides là một chi bọ cánh cứng trong họ Chrysomelidae.
Chi này được miêu tả khoa học năm 2005 bởi Medvedev.

## Các loài
Chi này gồm các loài:
- Megalocolaspoides fulvescens Medvedev, 2005